# Ponte do Lago Pontchartrain
A Ponte do Lago Pontchartrain (em inglês Lake Pontchartrain Causeway) é uma ponte constituída por duas vias paralelas que atravessam o lago Pontchartrain numa extensão de 38 422 metros, constituindo a quarta ponte mais extensa do mundo.

## História
A ideia de atravessar o lago remonta ao século XIX e ao fundador da cidade de Mandeville. Na época ele iniciou um serviço de ferry que operou até meados dos anos 30.
Em 1920 houve um primeiro plano, entretanto abandonado, de conseguir a travessia através da criação de pequenas ilhas artificiais ligadas por pontes sucessivas durante toda a extensão do lago. O projeto seria financiado pela venda de residências nessas ilhas.
A ideia da ponte como se conhece começou a ser concebida nos anos 50 com a criação, pelo poder legislativo da Louisiana, da chamada Comissão Causeway.
A utilização de concreto protendido na construção veio a permitir a realização da ideia, levando à criação em 1954 da Louisiana Bridge Company, responsável pela construção da ponte que seria iniciada em 1955 e concluída logo no ano seguinte, sendo aberta ao público em 30 de Agosto de 1956.
Com o tráfego aumentando todos os anos, em breve se tornou clara a necessidade de uma nova via. Em setembro de 1967 inicia-se então a construção de uma segunda ponte integrando já as inovações de construção entretanto aparecidas, sendo aberta ao tráfego em 10 de Maio de 1969. Esta nova ponte, paralela à original, viria a ter mais 65 metros do que a antiga, custando cerca de 26 milhões de dólares. Quando desta construção foram também criadas sete ligações entre as pontes para situações de emergência.
A Causeway do Lago Pontchartrain sempre foi uma ponte pedagiada. Até 1999 o pedágio era cobrada em ambos os sentidos, porém, a partir dessa data, e de forma a facilitar o tráfego, o pedágio passou a ser cobrada apenas a Norte à entrada da ponte, e o valor passou de US$ 1,50 para US$ 3,00.
A abertura da Causeway melhorou de forma significativa o nível de vida das pequenas comunidades ao norte do Lago, pois encurtou em cerca de 50 minutos o tempo de deslocação até Nova Orleães, antes percorrido circundando o lago.
Na sequência do Furacão Katrina, em 29 de Agosto de 2005, foi feita uma verificação geral na ponte mas, apesar de alguns pequenos danos, as fundações mantiveram-se intactas, pelo que esta foi uma das vias importantes de socorro a Nova Orleães face aos estragos ocorridos em outras importantes autoestradas de acesso à cidade.
Na época a Causeway começou a ser aberta apenas ao trânsito de emergência e só depois ao público em geral, com o pedágio suspenso em 19 de Setembro de 2005. Em meados do mês seguinte viria a ser novamente pedagiada.

## Localização e características

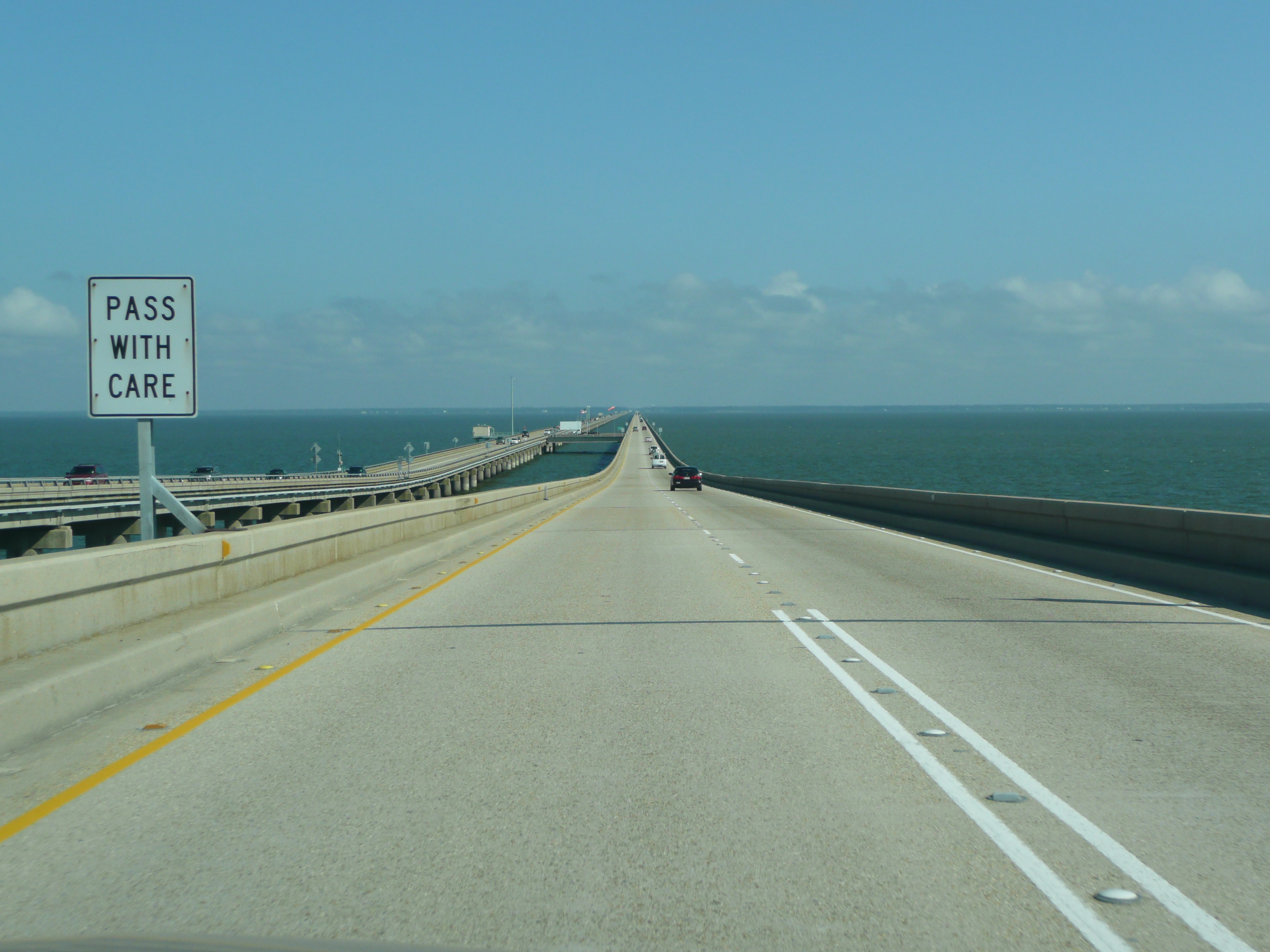
Direção norte da Causeway do lago Pontchartrain.

Situadas na zona sul do estado da Louisiana, as pontes ligam a localidade de Madeville, a norte, através do lago Pontchartrain, até Metairie, a sul, um subúrbio de Nova Orleans.
Para suportá-las, há mais de 6 mil pilares de concreto assentados no fundo do lago, que tem uma profundidade média de apenas 4 metros, exceto no canal de navegação onde atinge 45 metros.

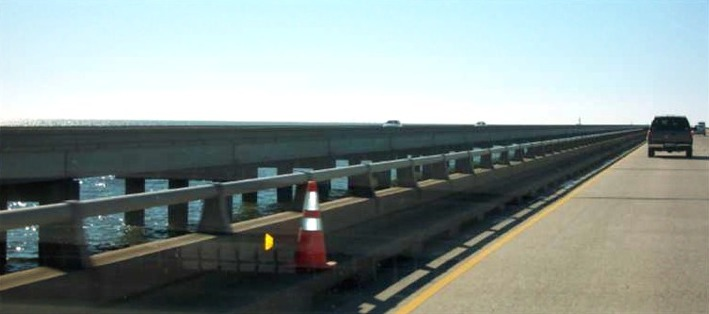
Direção sul da Causeway do lago Pontchartrain.

As pontes estão a uma altitude de cerca de 5 metros sobre as águas, subindo a 7,5 metros em três locais para passagem de pequenas embarcações e a 15 metros em dois outros locais para passagem de embarcações de maior porte. Para a passagem de barcos de grande altura foi criada uma seção basculante situada num canal de navegação existente a cerca de 8 km da margem norte.
As duas vias distanciam-se cerca de 25 metros uma da outra, sendo que a mais recente é ligeiramente mais extensa que a outra, medindo 38 422 metros.
Depois de entrar na ponte não há possibilidade de inversão de mão, sendo que para retornar é necessário fazer todo o percurso da ponte, podendo parar, em caso de avaria, num dos sete locais existentes para o efeito, onde existe uma ligação de emergência entre as pontes.

## Futuro
Com volumes de tráfego diário de cerca de 30 mil veículos, iniciaram-se as discussões sobre a eventual construção de uma terceira via, na expectativa de que, até 2018 as pontes atingirão o seu limite.
Estuda-se assim a possibilidade de construir uma terceira via, mais larga que as anteriores, possuindo para além das duas vias de trânsito, uma faixa direita de emergência. Ao mesmo tempo seria também criada uma faixa de emergência na ponte mais antiga (a que se dirige para sul) e a ponte construída em 1969 viria a ter uma via reversível (com o sentido determinado em função do fluxos do trânsito às diferentes horas do dia) também com uma faixa de emergência.